# Jaśkowo (Zalewo)
Jaśkowo [jaɕˈkɔvɔ] (deutsch Jäskendorf), im Powiat Iławski in Polen gelegen, ist eine Ortschaft in der Gemeinde Zalewo. Jaśkowo bildet innerhalb der Gmina Zalewo ein eigenes Schulzenamt ohne weitere zugehörige Ortschaften.

## Geschichte
Der Ort erhielt als Hufenzinsdorf 1308 die Handfeste von Sieghard von Schwarzburg, Komtur von Christburg.
Zwischen 1525 und 1945 war der Ort Sitz einer evangelisch-lutherischen Kirchengemeinde. Um 1900 gehörten zu dieser Gemeinde die Orte Jäskendorf, Groß Hanswalde (Dorf und Gut), Klein Hanswalde (Dorf und Gut), Mühlchen, Neu Jäskendorf, Nickelshagen, Groß und Klein Sauerken, Skerpen, Vierruthen und Winkenhagen. Der Pfarrer war gleichzeitig Ortsschulinspektor über die vier Volksschulen in Jäskendorf, Groß Hanswalde, Nickelshagen und Winkenhagen, an denen insgesamt sechs Lehrer angestellt waren. Patron der Pfarrkirche war Graf von Finckenstein-Jäskendorf. Die Gemeinde hatte gut 1800 Mitglieder.
Der Besitz gehörte 1660–1747 der Familie Kuhn von Jaski, für kurze Zeit der Familie von Korff und seit 1791 im Wege der Erbfolge den Finck von Finckenstein, die hier bis 1945 residierten. Die Ländereien umfassten etwa 2500 Hektar, die bis an den Bärtingsee heranreichten, wo es Winkel von eindrucksvoller Wildheit gab.

### Patrimonialgericht Jäskendorf
In der ersten Hälfte des 19. Jahrhunderts gab es für das Gut Jäskendorf mit seinen umfangreichen Besitzungen ein eigenes Patrimonialgericht, das seinen Sitz in Mohrungen hatte. Die folgenden Angaben stammen aus der Statistik für den Regierungsbezirk Königsberg von 1848 und geben deshalb die Situation unmittelbar vor Auflösung der Patrimonialgerichte in Preußen im Jahre 1849 wieder:
Dem Patrimonialgericht unterstanden folgende Wohnplätze:
- Dosnitten (adliges Vorwerk), Kirchspiel Simnau, 10 Wohngebäude, 127 Einwohner, alle evangelisch und deutschsprachig
- Jäskendorf (standschaftsfähiges Rittergut), Kirchspiel Jäskendorf, 26 Wohngebäude, 283 Einwohner, davon 280 evangelisch, 3 katholisch, alle deutschsprachig
- Mühlchen (adliges Vorwerk), Kirchspiel Jäskendorf, 1 Wohngebäude, 8 Einwohner, alle evangelisch und deutschsprachig
- Nickelshagen (adliges Dorf), Kirchspiel Jäskendorf, 37 Wohngebäude, 368 Einwohner, alle evangelisch und deutschsprachig
- Rethlof (adliges Vorwerk), Kirchspiel Venedien, 1 Wohngebäude, 7 Einwohner, alle evangelisch und deutschsprachig
- Groß Simnau (adliges Vorwerk), Kirchspiel Simnau, 18 Wohngebäude, 235 Einwohner, davon 232 evangelisch, 3 katholisch, alle deutschsprachig
- Klein Simnau (adliges Dorf), Kirchspiel Simnau, 8 Wohngebäude, 75 Einwohner, alle evangelisch und deutschsprachig
- Neu Skerpen (adliges Vorwerk), Kirchspiel Jäskendorf, 4 Wohngebäude, 94 Einwohner, alle evangelisch und deutschsprachig
- Klein Sauerken (adliges Vorwerk), Kirchspiel Jäskendorf, 2 Wohngebäude, 25 Einwohner, alle evangelisch und deutschsprachig
- Winkenhagen (adliges Dorf), Kirchspiel Jäskendorf, 23 Wohngebäude, 251 Einwohner, alle evangelisch und deutschsprachig

### Entwicklung seit 1849
In der zweiten Hälfte des  19. Jahrhunderts hatte das Gut Jäskendorf den Status eines Gutsbezirks. Dieser umfangreiche Gutsbezirk bildete ab 1874 einen eigenen Amtsbezirk im Landkreis Mohrungen, wobei die Exklaven des Gutes zwischen Bärting- und Röthloffsee ausgenommen blieben, die der Landgemeinde Winkenhagen im Amtsbezirk Nickelshagen zugewiesen wurden. Im Rahmen einer Gebietsreform wurde der Gutsbezirk 1928 in eine Landgemeinde umgewandelt. Amtsbezirk und Gemeinde Jäskendorf existierten in dieser Form bis 1945. Die Gemeinde Jäskendorf hatte im Jahre 1933: 432 Einwohner und im Jahre 1939: 406 Einwohner.
Nach der Eingliederung in den polnischen Staat wurde der Ort in Jaśkowo umbenannt und der neugebildeten Gmina Zalewo zugeschlagen.

## Herrenhaus
Auf einer Anhöhe über der nördlichen Spitze des fünf Kilometer langen Jäskendorfer Sees erhebt sich ein stattliches barockes Herrenhaus von 1721, das 1776 umgestaltet wurde. Nach einem Brand im 19. Jahrhundert wurde der ursprünglichen Zustand außen weitgehend wiederhergestellt, die Innenräume wurden dagegen klassizistisch gestaltet. Außerdem wurde im späten 19. Jahrhundert ein Seitenflügel angefügt, der stilistisch mit dem Hauptbau harmonierte. Im Jahre 1939 fiel das Dachgeschoss einem Brand zu Opfer.
Im Giebel der Gartenseite befindet sich das Wappen der Grafen Finck von Finckenstein und im Giebel der Vorderseite das Wappen der englischen Barone Jeffreys. Georg Konrad Graf Finck von Finckenstein (1748–1799) war seit 1788 (Hochzeit in Jäskendorf) mit Freiin Henriette Katharina von Korff vermählt. Sie war die Tochter des Freiherrn Nikolaus Wilhelm von Korff und der Elisabeth, geb. von Jeffreys. Die Tochter erbte 1791 Jäskendorf mit Zubehör (Winkenhagen, Nickelshagen, Groß und Klein Simnau, Bärting, Gallinden, Neusäß, Röthloff und die Mühle zu Hanswalde, Wert zusammen: 120.000 Taler). Sie überließ dieses Erbe ihrem Gatten, dem Grafen Georg Konrad Finckenstein (Stifter der bis 1945 hier ansässigen Linie Jäskendorf). Der letzte Fideikommissherr von Jäskendorf war Karl Bonaventura Graf Finck von Finckenstein (1872–1950).
Im Salon und im Speisezimmer sind Deckenmalereien, Stuckdecken und Kamine erhalten. Das Herrenhaus diente nach dem Zweiten Weltkrieg dem polnischen Verteidigungsministeriums als ein Erholungsheim für Offiziere. Heute ist es in Privatbesitz.

## Söhne und Töchter (Auswahl)
- Carl Finck von Finckenstein (1794–1865), Rittergutsbesitzer und Politiker
- Konrad Karl Finck von Finckenstein (1820–1900), Rittergutsbesitzer und Mitglied des Preußischen Herrenhauses
- Karl Bonaventura Finck von Finckenstein (1872–1950), Rittergutsbesitzer